# Buchs ZH
| ZH ist das Kürzel für den Kanton Zürich in der Schweiz. Es wird verwendet, um Verwechslungen mit anderen Einträgen des Namens Buchs zu vermeiden. |

Buchs ist eine politische Gemeinde im Bezirk Dielsdorf des Kantons Zürich in der Schweiz.

## Wappen
Blasonierung:
In Gold auf grünem Boden ein oval geschnittener grüner Baumstamm

## Geographie
Buchs liegt im Furttal am Fuss der Lägern, nahe der Stadt Zürich.
Die Nachbargemeinden von Buchs sind die Gemeinden Otelfingen, Regensdorf, Dällikon, Dänikon, Boppelsen, Niederhasli mit Nassenwil, Regensberg sowie der Bezirkshauptort Dielsdorf.

## Bevölkerung
| Jahr | Einwohner |
| ---- | --------- |
| 1634 | 326       |
| 1850 | 649       |
| 1900 | 501       |
| 1950 | 627       |
| 1960 | 789       |
| 1970 | 1552      |
| 1980 | 1812      |
| 1990 | 3503      |
| 2000 | 4179      |
| 2005 | 4998      |
| 2010 | 5522      |
| 2015 | 6269      |
| 2020 | 6554      |
| 2022 | 6598      |

Die Bevölkerung wuchs von 1900 bis 1960 von ca. 500 auf ca. 800 Einwohner. Bis 1983 wuchs sie dann auf rund 2500 Personen und erreichte im Jahr 2002 4259 Einwohner.

## Politik
Gemeindepräsident ist Pascal Schmid (parteilos, Stand Dezember 2023).
Bei der Nationalratswahl 2019 erreichten die Parteien folgende Wähleranteile: SVP 43,04 %, glp 12,11 %, SP 12,06 %, FDP 11,54 %, Grüne 8,14 %, CVP 4,01 %, EVP 2,80 %, EDU 2,63 %, BDP 1,88 % und andere (8) 1,78 %.
Die Wähleranteile bei der Nationalratswahl 2023: SVP 45,26 % (+2,22 %), SP 13,29 % (+1,22 %), glp 11,24 % (−0,86 %), FDP 10,42 % (−1,12 %), Die Mitte 7,6 % (+1,71 %), Grüne 3,81 % (−4,34 %), EDU 2,56 % (−0,07 %), EVP 2,31 % (−0,50 %), andere (12) 3,52 %.

## Geschichte

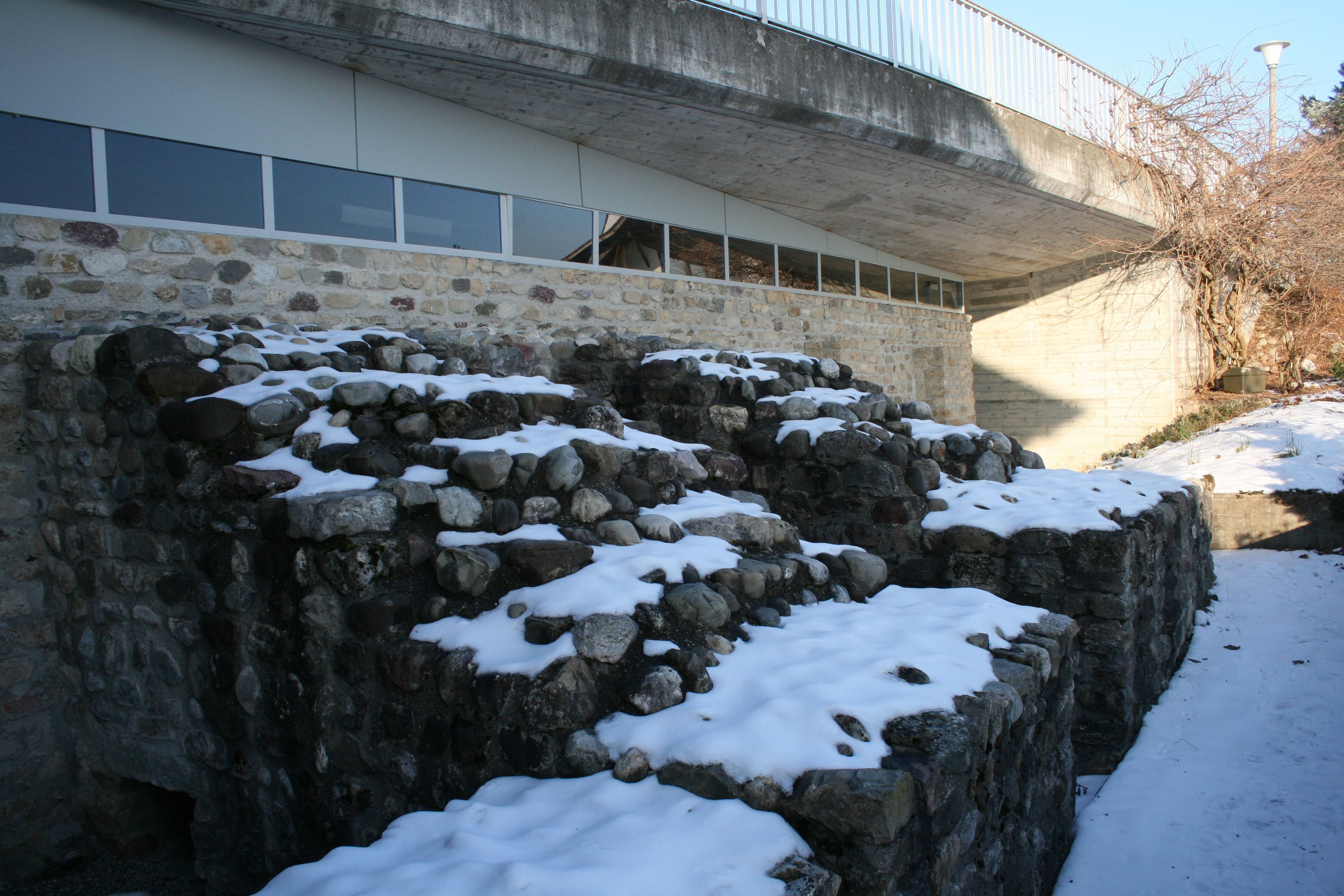
Reste des Kryptoportikus

Buchs (ZH), historisches Luftbild von 1922, aufgenommen von Walter Mittelholzer

Steinbeil-, Silex- und Keramikfunde im Randbereich des einst versumpften Talbodens in den Fluren Gheid und Wüeri lassen auf eine Besiedlung in vorgeschichtlicher Zeit schliessen.
Über den römischen Gutshof an der Mauerackerstrasse/Oberdorfstrasse siehe Villa Rustica (Buchs).
Seit dem 9. Jahrhundert ist das Dorf unter dem Namen Puhsaha (Bach beim Buchs) nachweisbar. Um 870 schenkte der Grossgrundbesitzer Landelohe und somit Puhsaha dem Kloster St. Gallen. Da durch das Furttal eine Römerstrasse führte, wurden in Buchs und Dällikon römische Gutshöfe errichtet, von denen heute noch Spuren vorhanden sind. In Buchs können die Reste des Kryptoportikus des Gutshofs frei besichtigt werden. Bei einer Rettungsgrabung 1999 wurden eine Toranlage und ein Nebengebäude belegt.
Buchs ist Patengemeinde von Rüti GL.

## Verkehr

### Öffentlicher Verkehr
Buchs gehört wie alle Gemeinden im Kanton Zürich zum Zürcher Verkehrsverbund (ZVV), Zone 111.
Buchs wird wie folgt bedient: Von der S 6 , die ab der Station Buchs-Dällikon während der Betriebszeit halbstündlich nach Baden und Zürich HB fährt. An Wochenenden verkehrt auch die Nacht-S-Bahn SN6 , die stündlich nach Würenlos und Zürich HB fährt. Die Busse der Linie 485 fahren von Buchs via Regensdorf nach Zürich-Frankental und während der Hauptbetriebszeiten noch weiter bis Zürich Altstetten. Die Linie 455 ist ein Pendlerbus, der von Montag bis Freitag morgens und abends den Bahnhof Buchs-Dällikon bedient.
Die Abdeckung durch den öffentlichen Verkehr muss als nicht optimal bezeichnet werden. Vom Bahnhof bis zur nächsten ganztags bedienten Haltestelle sind es ca. 750 Meter. Das Gleiche gilt auch für die besonders im Nordwesten gelegenen Überbauungen. Bis zum Bahnhof beträgt der Fussweg bis zu einem Kilometer. Dieser Umstand ist zum Teil der Siedlungsstruktur und der Hanglage geschuldet. Abhilfe könnte eine Verlängerung der Buslinie 485 und/oder die Linie 455 bringen, wenn diese die S6 nur in Hauptlastrichtung bediente. Auf diese Weise könnte der Rundkurs erweitert werden.

### Individualverkehr
Buchs liegt an der Hauptstrasse zwischen der Autobahnausfahrt Zürich-Affoltern und dem Wettinger Kreuz. Die Strasse wird oft als Ausweichroute benutzt, wenn sich der Verkehr im Gubristtunnel und/oder am Limmattalerkreuz staut. Das Verkehrsaufkommen beträgt an Wochentagen bis zu 13'000 Fahrzeuge pro Tag. Auf eine Entlastung dieser Situation hofft man durch die im April 2023 eröffnete dritte Röhre des Gubristtunnels und vor allem durch den Ausbau des Zürcher Nordrings, der bis Ende 2027 abgeschlossen sein soll. Ein anderer Brennpunkt ist die Verbindungsstrasse zwischen Buchs und Dielsdorf, die sogenannte «Hand». In Spitzenzeiten verkehren etwa 450 Fahrzeuge pro Stunde, die sich nachher teilweise durch den Dorfkern den Weg auf die Hauptstrasse suchen oder entlang von Schulwegen fahren. Darum hätte diese Verbindung gesperrt werden sollen. 2021 wurde der Plan aber fallengelassen.

## Sehenswürdigkeiten
- Kirche
- Quarzbergwerk mit Restaurant «Bergwerk». Das Bergwerk kann nach Voranmeldung besichtigt werden.[16]
- Kryptoportikus (Cryptoporticus) des römischen Gutshofes. Frei zugänglich und überdacht.
- Naturschutzgebiet